# أملج أحمر الشعيرات
أملج أحمر الشعيرات (الاسم العلمي:Phyllanthus erythrotrichus) هو نوع من النباتات يتبع جنس الأملج من الفصيلة الأملجية.